# Diocèse de Chartres
Le diocèse de Chartres est un diocèse de l'Église catholique romaine en France correspondant à l'ancienne cité des Carnutes et couvrant actuellement le département d'Eure-et-Loir ainsi que quatre paroisses situées dans le département de l'Eure. Le diocèse est rattaché à la province ecclésiastique de Tours correspondant à la région Centre-Val de Loire.

## Histoire

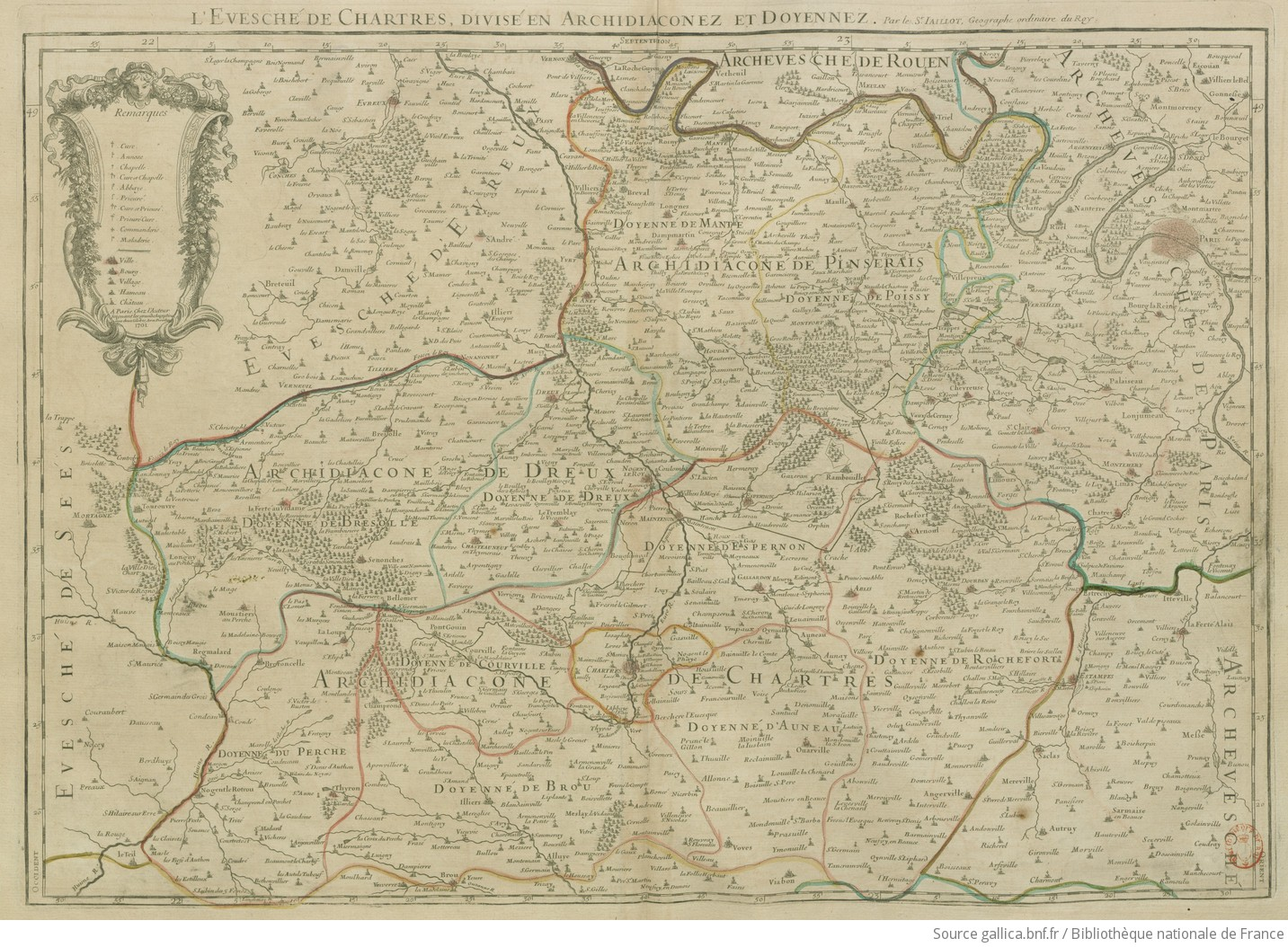
Le diocèse de Chartres, après son démembrement de 1697.

La ville tient son nom de l'ancien peuple gaulois des Carnutes dont elle était le chef lieu et dont César mentionne dans ses Commentaires que c'est dans leur cité que chaque année se réunissaient les druides de toutes les Gaules, y compris de Bretagne (insulaire), au milieu d'une vaste forêt. Son église cathédrale a été le siège de plusieurs conciles et reste toujours le lieu d'un pèlerinage annuel.
De capitale des Carnutes, Chartres est devenue sous le Bas-Empire un diocèse, la liste des évêques de Chartres débute au IVe siècle avec saint Aventin. Selon une tradition plus tardive qui visait à prouver l'antériorité de la christianisation de Chartres sur celle de Sens et l'antériorité d'un siège épiscopal par rapport à un autre, un siège épiscopal aurait été fondé à Chartres dès le IIIe siècle ou même du vivant des premiers apôtres.
L'étendue de ce diocèse était considérable, puisqu'au début du XVIIe siècle il était le plus ample de toute la France et pour cette raison désigné en Cour de Rome, « le Grand Diocèse ». Il comprenait une partie du Gâtinais, la Beauce, une partie de la Sologne, le Blésois et Vendômois, le Dunois, le Perche et sa partie voisine de la Normandie, le Drouais, le Thymerais, le Mantois, le Pincerais (pays de Poissy) et le Hurepoix.
En 1697, sous le règne de Louis XIV, la papauté d'Innocent XII et l'épiscopat de Paul Godet des Marais, le diocèse de Chartres est démembré par décision royale afin d'ériger le nouveau diocèse de Blois le 1er juillet 1697.
Il est supprimé par le pape Pie VII en 1801 (bulle Qui Christi Domini).
Un nouveau diocèse est créé en 1822 par démembrement de celui de Versailles et correspond au département d'Eure-et-Loir.

## Les évêques de Chartres
Le 2 février 2018, Philippe Christory est nommé évêque de Chartres par le pape François.

## Saints patrons
Le diocèse a pour sainte patronne principale la Vierge Marie, et comme patron secondaire l'évêque saint Lubin.

## Subdivisions
Le diocèse de Chartres est divisé en sept doyennés, Beauce, Chartres, Drouais, Dunois, Forêts, Perche et Vallée de l'Eure, qui regroupent 23 paroisses.

### Doyenné de Beauce
Le doyenné de Beauce est divisé en trois paroisses : Bienheureuse Marie Poussepin, Saint Martin en Beauce et Sainte Jeanne d'Arc en Beauce.
- Paroisse Bienheureuse Marie Poussepin

Érigée le 1er janvier 2009 (appelé avant secteur interparoissial d'Auneau), la paroisse regroupe trente communes :
Ardelu, Aunay-sous-Auneau, Auneau, Béville-le-Comte, La Chapelle-d'Aunainville, Châtenay, Denonville, Francourville, Garancières-en-Beauce, Le Gué-de-Longroi, Houville-la-Branche, Levainville, Léthuin, Louville-la-Chenard, Maisons, Moinville-la-Jeulin, Mondonville-Saint-Jean, Morainville, Oinville-sous-Auneau, Orlu, Ouarville, Oysonville, Réclainville, Roinville, Saint-Léger-des-Aubées, Sainville, Santeuil, Umpeau, Vierville et Voise.
La maison paroissiale centrale est situé dans la commune d'Auneau. Les messes dominicales sont célébrées le dimanche dans l'église Saint-Rémy d'Auneau. La paroisse dispose d'un établissement scolaire privée et catholique, l’école-collège Saint-Joseph à Auneau. La paroisse accueille trois communautés religieuses catholiques : la communauté Guillien des  Sœurs de la Charité Dominicaine de la Présentation de Tours au couvent Marie Poussepin, situé dans la commune de Sainville, la communauté Moulin  des Sœurs de Saint-Paul de Chartres à Châtenay et la communauté Jaurès des Sœurs du Bon Secours à Auneau, où elle est fondée en 1729.
- Paroisse Saint Martin en Beauce

La paroisse regroupe vingt-six communes :
Allonnes, Bazoches-en-Dunois, Beauvilliers, Boisville-la-Saint-Père, Cormainville, Courbehaye, Fains-la-Folie, Fontenay-sur-Conie, Germignonville, Guillonville, Loigny-la-Bataille, Lumeau, Montainville, Moutiers, Nottonville, Orgères-en-Beauce, Péronville, Pézy, Prasville, Rouvray-Saint-Denis, Terminiers, Theuville, Varize, Viabon, Villeau et Voves.
Le presbytère central est situé dans la commune de Voves et il lui est adjoint une salle paroissiale dans la commune d'Orgères-en-Beauce. Les messes dominicales sont célébrées le dimanche dans l'église Saint-Pierre d'Orgères-en-Beauce et dans l'église Saint-Lubin de Voves ; le samedi soir la messe anticipée est dans l'église Saint-Pierre de Péronville et dans l'église Saint-Jean-Baptiste de Moutiers.

La paroisse accueille les écoliers dans l’école privée et catholique Jeanne-d'Arc à Voves. La paroisse y accueille également la communauté Maunoury des Sœurs de Saint-Paul de Chartres.

La paroisse accueille le groupe Sonis des Scouts et Guides de France à Orgères-en-Beauce.
- Paroisse Sainte Jeanne d'Arc en Beauce

La paroisse regroupe vingt-quatre communes :
Allaines-Mervilliers, Baigneaux, Barmainville, Baudreville, Bazoches-les-Hautes, Dambron, Fresnay-l'Évêque, Gommerville, Gouillons, Guilleville, Intréville, Janville, Le Puiset, Levesville-la-Chenard, Mérouville, Neuvy-en-Beauce, Oinville-Saint-Liphard, Poinville, Poupry, Rouvray-Saint-Denis, Santilly, Tillay-le-Péneux, Toury, et Trancrainville.
Les messes dominicales sont célébrées le dimanche dans l'église Saint-Étienne-Saint-Jouvin de la commune de Janville ou dans l'église Saint-Denis de la commune de Toury ; le samedi soir la messe anticipée est dans l'église Saint-Julien-de-Brioude de Neuvy-en-Beauce et dans l'église Sainte-Croix de Baigneaux. La paroisse accueille les écoliers dans l'école privée et catholique Notre-Dame à Janville. La paroisse accueille la communauté Gaston Couté des Sœurs de Saint-Paul de Chartres à Levesville-la-Chenard, où elle est fondée en 1696.

### Doyenné de Chartres
Le doyenné de Chartres est divisé en cinq paroisses : Épiphanie, Notre-Dame Chartres ville, Trinité sur le Chemin de Saint Jacques, Saint Gilduin et Sainte Marie des Peuples.
- Paroisse de l’Épiphanie[6]

La paroisse regroupe six communes : Sours (église Saint Germain), Nogent-le-Phaye (église Saint Pierre - Saint Paul), Berchères-les-Pierres (église Notre Dame), Prunay-le-Gillon (église Saint Denis), Francourville (église saint Étienne) et Houville la Branche
- Paroisse Notre-Dame, Chartres ville[7]

La paroisse regroupe six quartiers de la commune de Chartres : Cathédrale, Saint-Pierre - Saint-Aignan, Sainte-Jeanne d’Arc, Sainte-Thérèse, Notre-Dame de la Brèche - Bel Air et Rechèvres, Beaulieu (église Saint Paul) et La Madeleine (église Sainte Marie Madeleine).
- Paroisse de la Trinité sur le Chemin de Saint Jacques[8]

La paroisse regroupe treize communes : Luisant, Barjouville, Le Coudray, Morancez, Gellainville, Boncé, La Bourdinière-Saint-Loup, Corancez, Dammarie, Fresnay-le-Comte, Mignières, Thivars et Ver-lès-Chartres.
- Paroisse Saint Gilduin

La paroisse regroupe cinq communes : Champhol, Coltainville, Gasville-Oisème, Lèves et Saint-Prest.
- Paroisse Sainte Marie des Peuples[9]

La paroisse regroupe quatre communes : Amilly, Cintray, Lucé et Mainvilliers.

### Doyenné du Drouais
Le doyenné de Drouais est divisé en trois paroisses : Bienheureux Jean-Paul II en Pays Anetais, Saint Étienne en Drouais, et Sainte Thérèse en Vallée d'Avre.
- Paroisse Bienheureux Jean-Paul II en Pays Anetais[10]

La paroisse regroupe vingt communes :
Anet, Abondant, Berchères-sur-Vesgre, Boncourt, Bû, Champagne, Gilles, Goussainville, Guainville, Havelu, La Chaussée-d'Ivry, Le Mesnil-Simon, Marchezais, Oulins, Rouvres, Saint-Lubin-de-la-Haye, Saint-Ouen-Marchefroy, Saussay, Serville, et Sorel-Moussel.
Le presbytère central est dans la commune d'Anet, résidence du prêtre. Les messes dominicales sont célébrées le dimanche dans l'église Saint-Cyr-et-Sainte-Julitte  de cette même commune. La paroisse y accueille également les écoliers de l’école privée et catholique Notre-Dame.

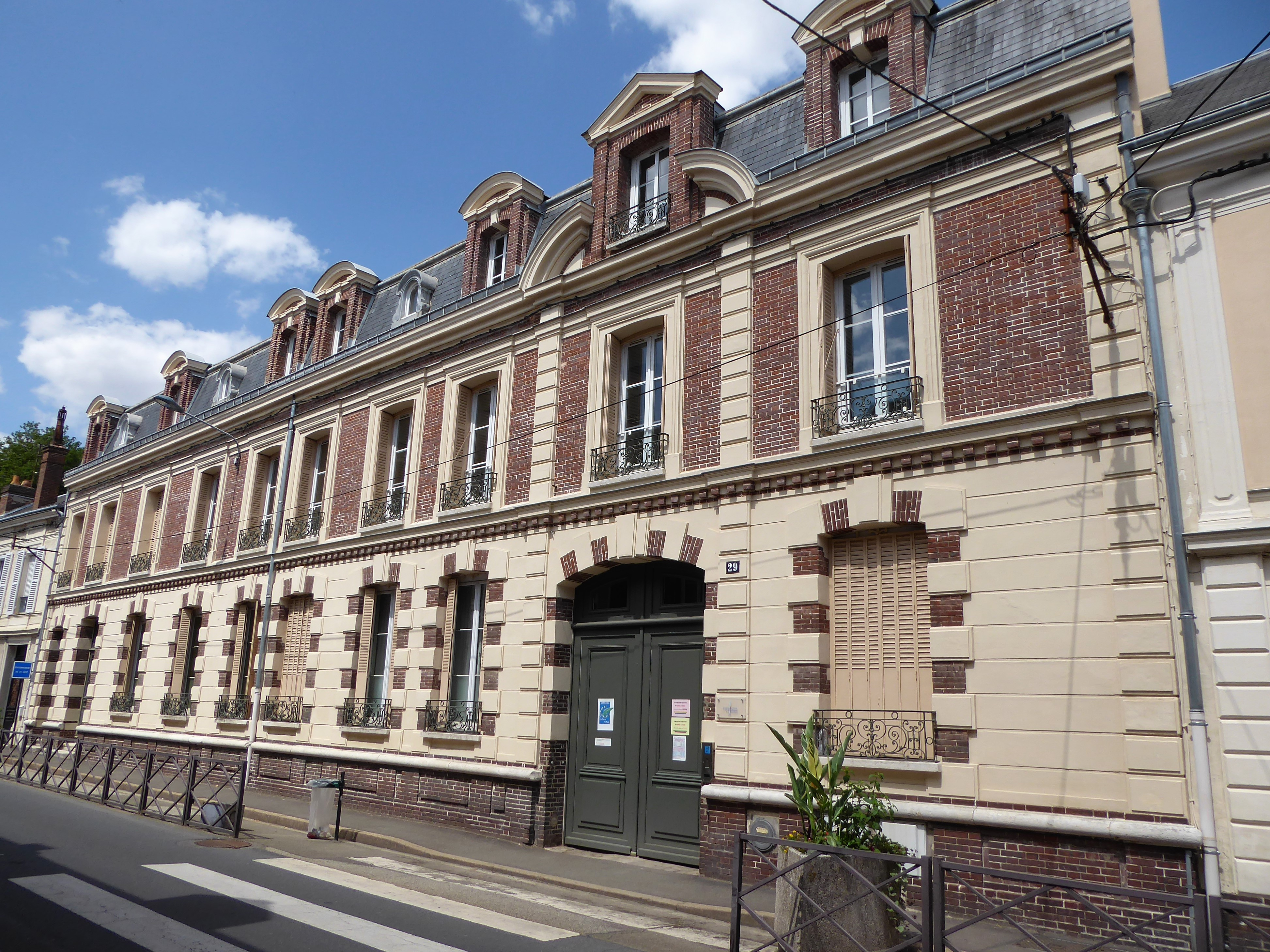
Lycée Saint-Pierre-Saint-Paul, Dreux.

- Paroisse Saint Étienne en Drouais[11]

La paroisse regroupe dix-huit communes :
Aunay-sous-Crécy, Broué, Crécy-Couvé, Charpont, Cherisy, Dreux, Écluzelles, Garancières-en-Drouais, Garnay, Germainville, La Chapelle-Forainvilliers, Luray, Mézières-en-Drouais, Montreuil, Saulnières, Tréon, et Vernouillet.
Le presbytère central est dans la commune de Dreux. Pour la communication, la paroisse distribue à toutes les messes la feuille hebdomadaire Ma paroisse. Les messes dominicales sont célébrées le dimanche dans l'église Saint-Pierre de Dreux. La paroisse accueille les écoliers dans les écoles privées et catholiques Sainte-Agnès-Saint-Martin à Mézières-en-Drouais et Saint-Pierre-Saint-Paul à Dreux. La paroisse dispose également d’un lycée catholique à Dreux, le lycée Saint-Pierre-Saint-Paul.
Une aumônerie des lycées publics se situe dans un bâtiment paroissial de Dreux qui accueille les lycéens des lycées Édouard-Branly, Gilbert-Courtois, Maurice-Viollette et Rotrou.
La paroisse dispose d'un service d'aumôniers auprès des maisons de retraites ‘‘Korian La Roseraie’’ et ‘‘Les eaux vives’’, de la clinique ‘’Clos Du Roy’’ à Dreux, de la clinique ‘’Maison Blanche’’ à Vernouillet et de l’hôpital ‘’Victor Jousselin’’ à Dreux.
La paroisse accueille deux groupes scouts, l’unité ‘’Saint Michel’’ des Scouts et Guides de France à Dreux et le groupe ‘’Charles de Foucauld’’ des Scouts unitaires de France à Cherisy.
Les prêtres de la paroisse assurent la messe hebdomadaire chez la communauté catholique des ‘’Carmélites de l'Emmanuel’’ des sœurs carmélites de Saint-Joseph à Saint-Georges-Motel, paroisse Saint-André-Mesnilliers du diocèse d'Évreux. Les cinq sœurs carmélites assurent l’accueil du public.
- Paroisse Sainte Thérèse en Vallée d'Avre

La paroisse regroupe onze communes, dont sept communes d'Eure-et-Loir :
Allainville, Boissy-en-Drouais, Dampierre-sur-Avre, Louvilliers-en-Drouais, Saint-Lubin-des-Joncherets, Saint-Rémy-sur-Avre, Vert-en-Drouais et quatre communes de l'Eure, dépendant canoniquement du diocèse d'Évreux, desservies par le diocèse de Chartres depuis septembre 2010 : Droisy, La Madeleine-de-Nonancourt, Nonancourt, et Saint-Germain-sur-Avre. Les paroisses limitrophes sont les paroisses Saint Étienne en Drouais, Avre et Iton, Saint André Mesnilliers, et Bienheureux François de Laval en Thymerais .
Le presbytère central est dans la commune de Nonancourt. Le samedi soir la messe anticipée est dans l'église de La Madeleine-de-Nonancourt.

### Doyenné du Dunois
Le doyenné de Dunois est divisé en trois paroisses : Saint Aventin en Dunois, Saint Benoît des Trois Rivières et Saint Paul en Val.
- Paroisse Saint Aventin en Dunois[17]

La paroisse regroupe dix-sept communes :
Châteaudun, Civry, Conie-Molitard, Donnemain-Saint-Mamès, Jallans, La Chapelle-du-Noyer, Lanneray, Logron, Lutz-en-Dunois, Marboué, Moléans, Ozoir-le-Breuil, Saint Christophe, Saint-Cloud-en-Dunois, Saint-Denis-les-Ponts, Thiville, et Villampuy.
La paroisse dispose d’une école privée catholique, l’école Sainte Cécile dans la commune de Châteaudun. L’aumônerie Siloë accueille les lycéens des lycées Émile-Zola et Jean-Félix-Paulsen.
La Paroisse accueille des groupes de scouts, dont le groupe  Lyautey des scouts de France à Châteaudun.
La Paroisse accueille la communauté catholique Branly de la congrégation Les Filles de Jésus de Kermaria dans le quartier du Sacré-Cœur à Châteaudun. Les trois sœurs de Kermaria accueillent le public. Une sœur dominicaine missionnaire des campagnes, réside dans le quartier Saint-Jean de Châteaudun. Une sœur de la Providence de Ruillé, réside à Arrou.
- Paroisse Saint Benoît des Trois Rivières[18]

La paroisse regroupe quatorze communes :
Arrou, Autheuil, Boisgasson, Cloyes-sur-le-Loir, Courtalain, Châtillon-en-Dunois, Charray, Douy, La Ferté-Villeneuil, Langey, Le Mée, Montigny-le-Gannelon, Saint-Hilaire-sur-Yerre, Saint-Pellerin (Eure-et-Loir), Romilly-sur-Aigre.
La paroisse dispose de deux écoles privées et catholiques, l’école Notre-Dame à Cloyes-sur-le-Loir et l’école Saint-Joseph dans la commune de Arrou.
- Paroisse Saint Paul en Val

La paroisse regroupe vingt-deux communes :
Alluyes, Baignolet, Bonneval, Bouville, Bullainville, Dancy, Flacey, Le Gault-Saint-Denis, Meslay-le-Vidame, Montboissier, Montharville, Moriers, Neuvy-en-Dunois, Pré-Saint-Évroult, Pré-Saint-Martin, Saint-Maur-sur-le-Loir, Saumeray, Sancheville, Trizay-lès-Bonneval, Villars, Villiers-Saint-Orien, et Vitray-en-Beauce.
La paroisse accueille les écoliers dans l'école privée et catholique Saint-Sauveur à Bonneval. La paroisse dispose d'un service d'aumôniers auprès des maisons de retraites et des hôpitaux Henri Ey à Bonneval et du centre hospitalier de Châteaudun.

### Doyenné des Forêts
Le doyenné des Forêts est divisé en trois paroisses : Bienheureux-François-de-Laval en Thymerais, Bonne-Nouvelle en Val de l'Eure et Saint-Laumer du Perche.
- Paroisse Bienheureux-François-de-Laval en Thymerais

La paroisse regroupe vingt-neuf communes :
Beauche, Bérou-la-Mulotière, Blévy, Le Boullay-les-Deux-Églises, Brezolles, Châtaincourt, Châteauneuf-en-Thymerais, Les Châtelets, Crucey-Villages, Dampierre-sur-Blévy, Escorpain, Favières, Fessanvilliers-Mattanvilliers, Fontaine-les-Ribouts, Laons, Maillebois, Mainterne, La Mancelière, Montigny-sur-Avre, Prudemanche, Revercourt, Rueil-la-Gadelière, Saint-Ange-et-Torçay, Saint-Jean-de-Rebervilliers, Saint-Lubin-de-Cravant, Saint-Maixme-Hauterive, Saint-Sauveur-Marville, Thimert-Gâtelles, et Vitray-sous-Brézolles.
La paroisse accueille les écoliers dans deux écoles privées et catholiques, l’école Sainte-Marie à Brezolles et l’école Notre-Dame à Châteauneuf-en-Thymerais.
- Paroisse La Bonne-Nouvelle en Val de l'Eure

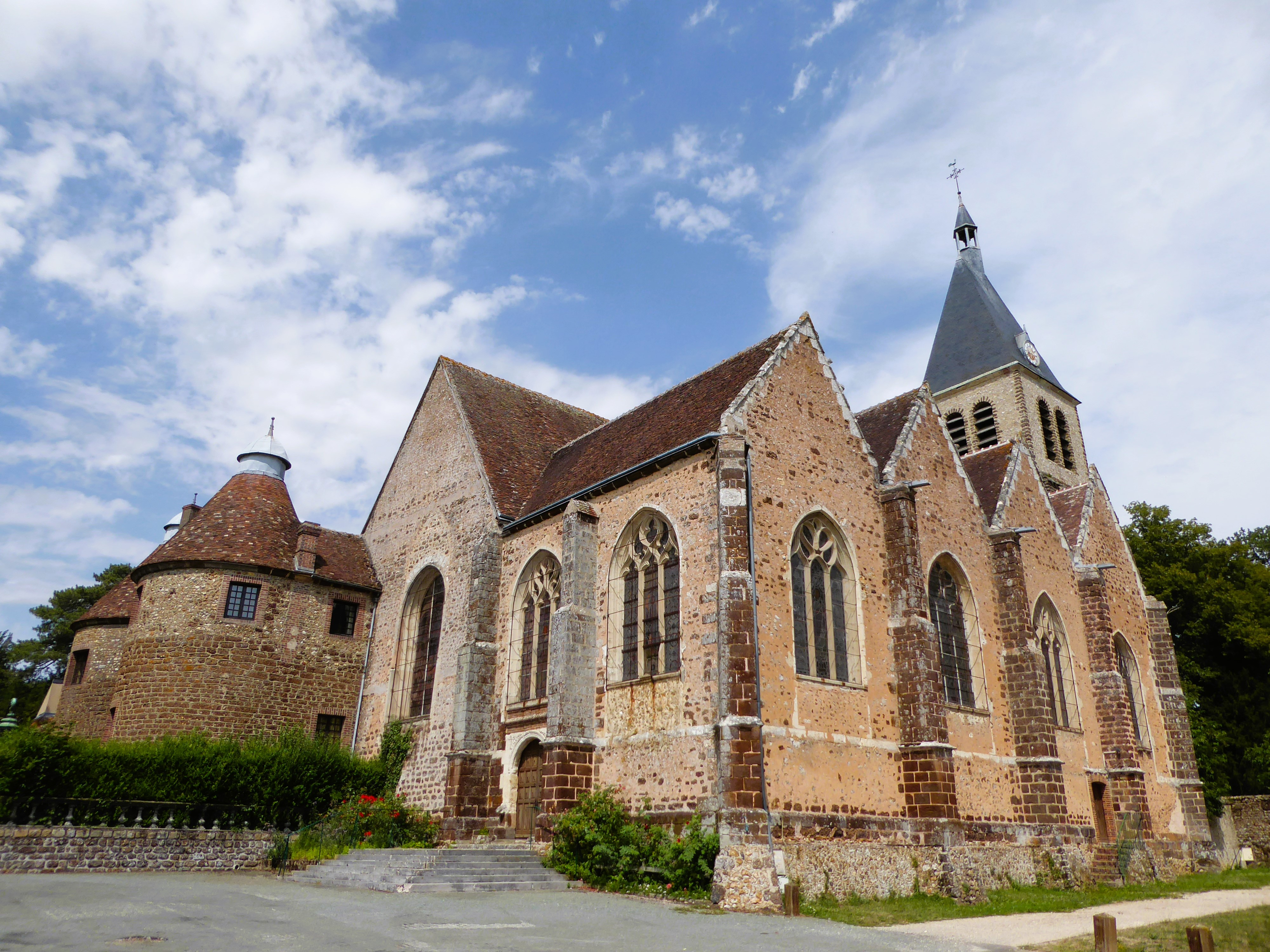
Église Saint-Lubin et tours de l'ancien château épiscopal de Pontgouin.

La paroisse regroupe vingt-cinq communes :
Bailleau-l'Évêque, Billancelles, Chauffours, Chuisnes, Courville-sur-Eure, Dangers, Fontaine-la-Guyon, Fontenay-sur-Eure, Friaize, Fruncé, Landelles, Favril (le), Le Thieulin, Mittainvilliers, Nogent-sur-Eure, Orrouer, Pontgouin, Saint-Arnoult-des-Bois, Saint-Aubin-des-Bois, Saint-Denis-des-Puits, Saint-Georges-sur-Eure, Saint-Germain-le-Gaillard, Saint-Luperce, Villebon, et Vérigny.
La paroisse accueille les écoliers dans l’école privée et catholique Sainte-Marie à Courville-sur-Eure.
- Paroisse Saint-Laumer du Perche

La paroisse regroupe vingt-huit communes :
Ardelles, Belhomert-Guéhouville, Boissy-lès-Perche, Champrond-en-Gâtine, Digny, Fontaine-Simon, Jaudrais, La Chapelle-Fortin, La Ferté-Vidame, La Framboisière, La Loupe, La Puisaye, La Saucelle, La Ville-aux-Nonains (Senonches), Lamblore, Le Mesnil-Thomas, Les Ressuintes, Louvilliers-lès-Perche, Manou, Meaucé, Montireau, Montlandon, Morvilliers, Rohaire, Saint-Maurice-Saint-Germain, Senonches.
La paroisse accueille les écoliers dans les écoles privées et catholiques Notre-Dame des Fleurs à La Loupe et Sainte-Marie à Senonches. La paroisse dispose d'un service d'aumôniers auprès de maisons de retraites et du centre hospitalier Edmond Morchoisne à La Loupe. L’association des Apprentis d'Auteuil accueille sept-cents jeunes au Château des Vaux à Saint-Maurice-Saint-Germain.
La paroisse accueille la Communauté Spiritaine. Les quatre spiritains résident dans la Maison Notre-Dame du château des Vaux à La Loupe.

### Doyenné du Perche
Le doyenné de Perche est divisé en trois paroisses : Notre Dame du Combray, Saint Lubin du Perche et Saint Romain aux Marches du Perche.
- Paroisse Notre Dame du Combray

La paroisse regroupe vingt communes :
Bailleau-le-Pin, Blandainville, Cernay, Charonville, Épeautrolles, Ermenonville-la-Grande, Ermenonville-la-Petite, Illiers-Combray, Les Corvées-les-Yys, Les Châtelliers-Notre-Dame, Nonvilliers-Grandhoux, Happonvilliers, Luplanté, Magny, Marchéville, Méréglise, Meslay-le-Grenet, Ollé, Saint-Avit-les-Guespières, Saint-Éman, Sandarville et Vieuvicq.
La paroisse accueille les écoliers dans l’école privée et catholique Saint-Joseph à Illiers-Combray. La paroisse dispose d'un service d'aumôniers auprès de maisons de retraites et du centre de rééducation de Beaurouvre à Illiers-Combray. Deux sœurs religieuses de communautés religieuses catholiques Foch des Sœurs de la Providence de Ruillé-sur-Loir résident à Illiers-Combray.
- Paroisse Saint Lubin du Perche[20]

La paroisse regroupe trente-deux communes :
Argenvilliers, Les Autels-Villevillon, Authon-du-Perche, La Bazoche-Gouet, Beaumont-les-Autels, Béthonvilliers, Brunelles, Champrond-en-Perchet, Chapelle-Guillaume, Chapelle-Royale, Charbonnières, Chassant, Combres, Coudray-au-Perche, Coudreceau, La Croix-du-Perche, Les Étilleux, Frétigny, La Gaudaine, Luigny, Margon, Marolles-les-Buis, Miermaigne, Nogent-le-Rotrou, Saint-Bomer, Saint-Denis-d'Authou, Saint-Jean-Pierre-Fixte, Soizé, Souancé-au-Perche, Thiron-Gardais, Trizay-Coutretot-Saint-Serge et Vichères.
La paroisse accueille les écoliers de l’école privée et catholique Saint-Joseph à Nogent-le-Rotrou. L’aumônerie des lycées accueille les lycéens du lycée professionnel de Nogent-le-Rotrou, du lycée professionnel Sully et du lycée Remi-Belleau.
La paroisse dispose d'un service d'aumôniers auprès de maisons de retraites et du centre hospitalier Hôtel Dieu de Nogent-le-Rotrou.
- Paroisse Saint Romain aux Marches du Perche

La paroisse regroupe douze communes :
Brou, Bullou, Dampierre-sous-Brou, Dangeau, Frazé, Gohory, Mézières-au-Perche, Montigny-le-Chartif, Mottereau, Moulhard, Unverre, et Yèvres. La paroisse accueille les enfants à l’école Saint-Paul (enseignement privée et catholique) à Brou.

### Doyenné de la Vallée de l'Eure
Le doyenné de Vallée de l'Eure est divisé en trois paroisses : Sainte Famille en Voise-Drouette, Saint Yves des Trois Vallées, et Sainte Jeanne de France en Vallée de l'Eure.
- Paroisse de La Sainte Famille en Voise-Drouette

La paroisse regroupe quatorze communes : Bailleau-Armenonville, Bleury-Saint-Symphorien, Champseru, Droue-sur-Drouette, Écrosnes, Épernon, Gallardon, Gas, Hanches, Montlouet, Saint-Martin-de-Nigelles et Ymeray.
La paroisse accueille la communauté des Petites Sœurs Saint François d'Assise. Les trois petites sœurs de Saint François résident dans un des huit logements de La Palombe à Droue-sur-Drouette. Les sœurs et les bénévoles de l’association eurélienne Habitat et Humanisme accueillent les femmes isolées. La paroisse accueille la communauté religieuse Prieuré de la congrégation des Sœurs du Christ au prieuré Saint-Thomas à Épernon. Les cinq sœurs du Christ et des laïcs animent l’association Prieuré Saint-Thomas qui fait partie du réseau des Centres Spirituels Ignatiens.
- Paroisse Saint Yves des Trois Vallées

La paroisse regroupe huit communes : Berchères-Saint-Germain, Briconville, Clévilliers, Fresnay-le-Gilmert, Poisvilliers, Saint-Piat, Serazereux, et Tremblay-les-Villages.
- Paroisse Sainte Jeanne de France en Vallée de l'Eure[25]

La paroisse regroupe dix-sept communes :
Le Boullay-Mivoye, Le Boullay-Thierry, Boutigny, Bréchamps, Chaudon, Coulombs, Croisilles, Faverolles, Marville-Moutiers-Brûlé, Néron, Nogent-le-Roi, Ormoy, Ouerre, Prouais, Saint-Laurent-la-Gâtine, Saint-Lucien, et Senantes.
Le presbytère central est dans la commune de Nogent-le-Roi, résidence des prêtres. La paroisse accueille les écoliers de l’école privée et catholique Saint-Joseph à Nogent-le-Roi.